# کرتینی (ناحیه بلانسکو)
کرتینی (به چکی: Křtiny) یک منطقهٔ مسکونی در جمهوری چک است که در ناحیه بلانسکو واقع شده‌است. کرتینی ۱۱٫۱۷ کیلومتر مربع مساحت و ۸۰۶ نفر جمعیت دارد و ۴۱۷ متر بالاتر از سطح دریا واقع شده‌است.